# قائمة أكبر الطيور

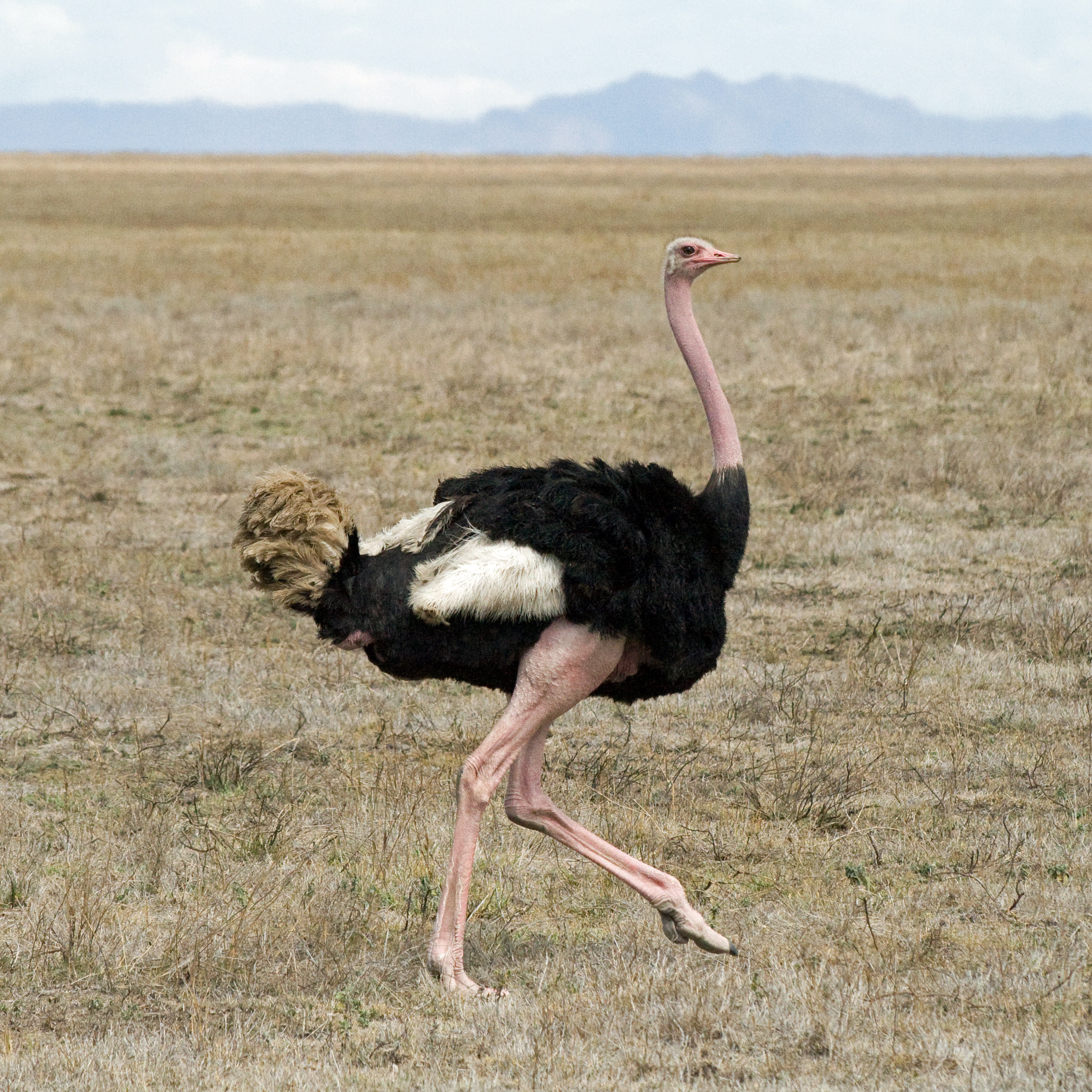
النعام هو أكبر الطيور الحية.

أكبر الطيور الحية، هو عضو من فصيلة النعاميات وهو النعام، من سهول أفريقيا والجزيرة العربية. كبير ذكر النعام يمكن أن يصل إلى ارتفاع 2.8 متر (9.2 قدم) ويزن أكثر من 156 كيلوغرام (344 رطل). البيضة التي تضعها النعامة يمكن أن تزن 1.4 كيلوغرام (3.1 رطل) وهي أكبر بيضة في العالم اليوم.

## أكبر الطيور على الإطلاق
أكبر الطيور في السجل الأحفوري قد تكون انقرضت طائر الفيل (Aepyornis) في مدغشقر. لقد تجاوز 3 متر (9.8 قدم) في الطول و 500 كيلوغرام (1,100 رطل). آخر فرد من طيور الفيل انقرض منذ حوالي 300 سنة. أكبر الطيور آكلة اللحوم كانت بورونتورنيس، وهو أحد أنواع الطيور لتي لا تطير في أمريكا الجنوبية والتي بلغ وزنها 350 إلى 400 كيلوغرام (770 إلى 880 رطل) وارتفاعها حوالي 2.8 متر (9 قدم 2 بوصة). أطول الطيور علي الإطلاق كان عملاق الموا، وهو طائر من نيوزيلندا انقرض حوالي 1500 م. حيث يبلغ طوله 3.7 متر (12 قدم)، ولكن وزنه حوالي نصف وزن الفيل الطائر.
أثقل الطيور القادرة على الطيران كانت أرجنتافيز، وهي أكبر الأعضاء أسرة الطيور الوحشية التي انقرضت، والتي وجدت في العصر الميوسيني، حيث أن جناحها يصل إلى 5–6 متر (16–20 قدم)، وطولها يصل إلى 1.26 متر (4.1 قدم)، وارتفاعها عن الأرض يصل إلى 1.5–2 متر (4 قدم 11 بوصة–6 قدم 7 بوصة) ووزنها لا يقل عن 71 كيلوغرام (157 رطل).

## أكبر الطيور الحية

### جدول أثقل الطيور الحية
الجدول التالي هو قائمة تضم أثقل أنواع الطيور الحية. هذه الأنواع كلها تقريباً غير قادرة علي الطيران. هذه الطيور تشكل أقل من 2% من جميع أنواع الطيور الحية.
| الترتيب | الحيوان                | متوسط الكتلة [كيلو (رطل)] | أقصي كتلة [كيلو (رطل)] | متوسط الطول [سم (قدم)]  |
| ------- | ---------------------- | ------------------------- | ---------------------- | ----------------------- |
| 1       | النعامة                | 104 (230)                 | 156.8 (346)            | 210 (6.9)               |
| 2       | النعامة الصومالية      | 90 (200)                  | 130 (287)              | 200 (6.6)               |
| 3       | الشبنم الجنوبي         | 45 (99)                   | 85 (190)               | 155 (5.1)               |
| 4       | الشبنم الشمالي         | 44 (97)                   | 75 (170)               | 149 (4.9)               |
| 5       | الإيمو                 | 33 (73)                   | 70 (150)               | 153 (5)                 |
| 6       | البطريق الإمبراطوري    | 31.5 (69)                 | 46 (100)               | 114 (3.7)               |
| 7       | الرية الكبرى           | 23 (51)                   | 40 (88)                | 134 (4.4)               |
| 8       | الشبنم القزم           | 19.7 (43)                 | 34 (75)                | 105 (3.4)               |
| 9       | الريا الريشي           | 19.6 (43)                 | 28.6 (63)              | 96 (3.2)                |
| 10      | البطريق الملك          | 13.6 (30)                 | 20 (44)                | 92 (3)                  |
| 11      | الدجاج الرومي المستأنس | 13.5 (29.8)               | 39 (86)                | 100 - 124.9 (3.3 – 4.1) |
| 12      | دجاجة الحباري الكورية  | 11.4 (25.1)               | 20 (44.1)              | 150 (5)                 |
| 13      | الحبارى الكبرى         | 10.6 (23.4)               | 21 (46)                | 115 (3.8)               |
| 14      | كندور الأنديز          | 8.1 - 14.9 (18-33)        | 14.9 (33)              | 100-130 (3.3-4.3)       |
| 15      | بجع دالماسي            | 7.25–15 (16.0–33.1)       | 15 (33.1)              | 183 (6)                 |

### الترتيب وفقاً للتصنيف
- الجوارح

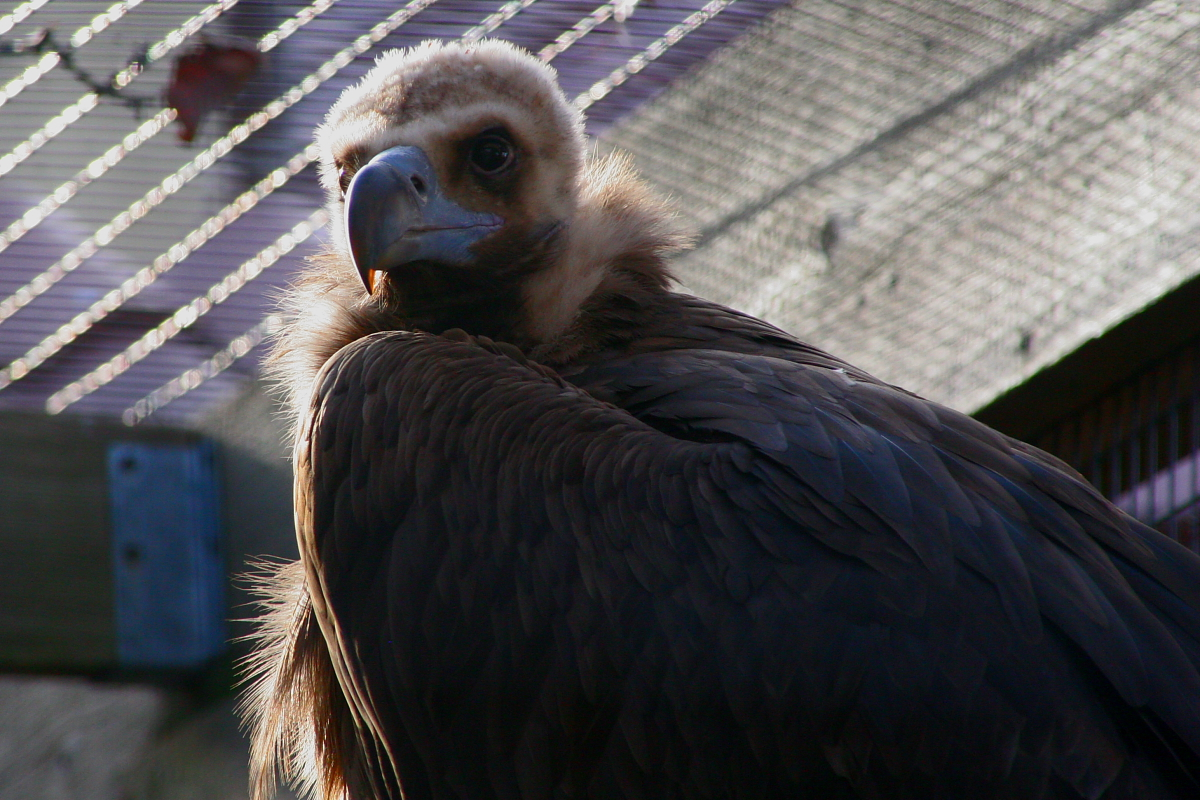
النسر الأوراسي الأسود هو أكبر الطيور الجارحة الحية

  - نسور العالم الجديد أكبر الأنواع في هذه الأسرة، إذا تم قياسها فيما يتعلق بوزن الجسم والجناحين، حيث يصل جناحيها إلي 3.2 متر (10 قدم) وتزن 15 كيلوغرام (33 رطل).[19]
  - أكبر الفصائل الحية هو النسر الرمادي، حيث يبلغ حجمه 14 كيلوغرام (31 رطل)، وطوله 1.2 متر (3.9 قدم) وجناحيه3.1 متر (10 قدم).[20] بعض االنسور الأخري لها نفس الحجم تقريباً مثل نسر الهيمالايا حيث يبلغ طوله 1.5 متر (4.9 قدم) نسبة لطول رقبته.[21]
  - أكبر العقبان الحية لا يزال مصدر خلاف، حيث يعتبر العقاب الفلبيني هو الأكبر، حيث يبلغ طوله 1.12 متر (3.7 قدم). وعقاب ستيلر البحري من شمال آسيا والمحيط الهادئ في آسيا، حيث يصل وزنه إلى 12.7 كيلوغرام (28 رطل)، حيث يعتبر هو العقاب الأثقل علي الإطلاق.العقاب المخادع من الغابات النيو-استوائية غالبا ما يشار إليها باعتبارها أكبر العقبان أيضاً، حيث قد يصل وزنها إلى 12.3 كيلوغرام (27 رطل). العقاب أبيض الذنب يصل طوله إلي 66–94 سنتيمتر (26–37 بوصة) وعرض جناجيه 1.78–2.45 متر (5 قدم 10 بوصة–8 قدم 0 بوصة).[22][23]

- الطيور المائية (الإوزيات)

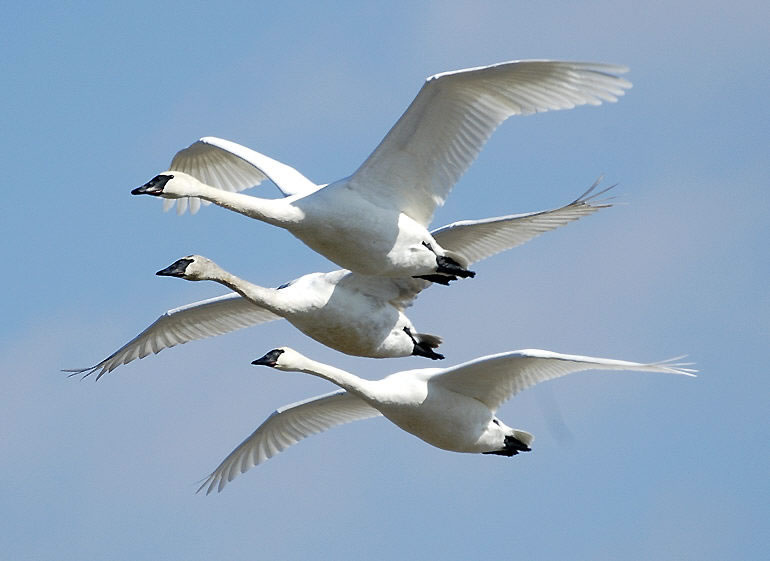
بجع البوق، أكبر الطيور المائية على الأرض.

  - أكبر أنواع الطيور المائية في متوسط الحجم هو بجع البوق من شمال أمريكا الشمالية، والتي يمكن أن يصل طولها إلى 1.82 متر (6.0 قدم)، وعرض جناحيها 3.1 متر (10 قدم)ويبلغ وزنها 17.3 كيلوغرام (38 رطل).[24] ونظراً لوجود تباين ف النوع فإن أثقل الطيور المائية علي الإطلاق هي طيورالتم الأخرس من بولندا والتي تزن 23 كيلوغرام (51 رطل).
- السماميات
  - أكبر الأنواع هو طائر السمامة الأبيض، الذي يستوطن جنوب المكسيك، والأرجواني من جزر الفلبين. حيث تصل إلى أحجام كبيرة قد تبلغ 225 غرام (7.9 أونصة)، والجناحين أكثر من 0.6 متر (2.0 قدم)، والطول 25 سنتيمتر (9.8 بوصة).[25]
  - الطنان يعتبر أيضاً مدرجاً في هذه الأسرة، ويعتبر أكبر الأنواع هو طائر الطنان العملاق من جبال الأنديز. «العملاق» هو مصطلح نسبي بين طيور الطنان الأصغر جسدياً بين الطيور، وهذه الأنواع تزن حوالي 24 غرام (0.85 أونصة) بطول 23 سنتيمتر (9.1 بوصة).[26][27]

- السبديات

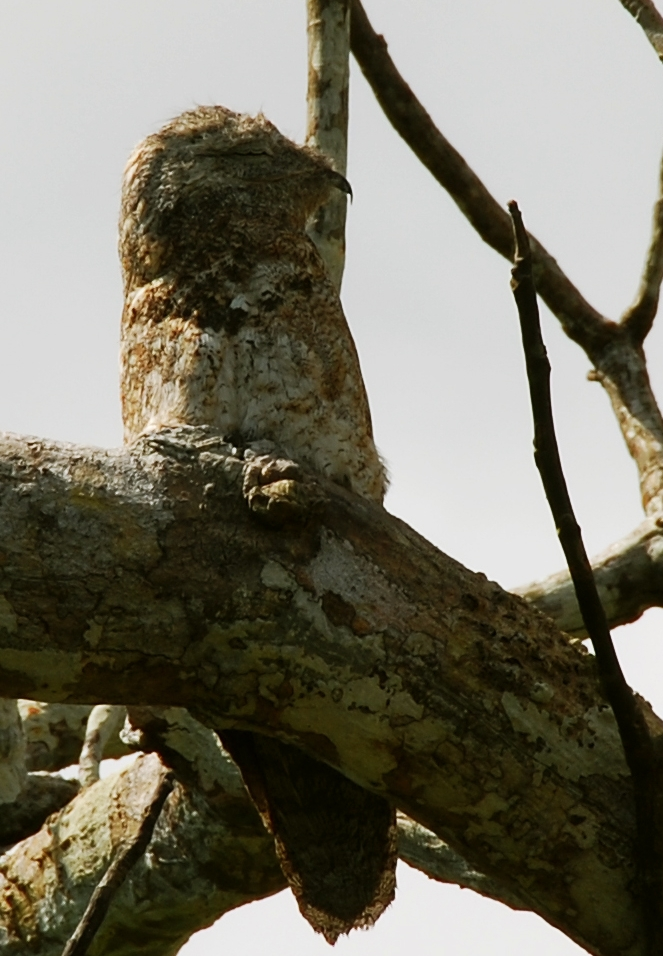
البوتو العظيم أكبر أعضاء فصيلة السبديات.

  - أكبر الأنواع من هذا النظام من الطيور الليلية الغامضة هو نيوتروبيكال البوتو العظيم، حيث يبلغ أقصي حجم له حوالي 680 غرام (1.50 رطل) وطوله 60 سنتيمتر (2.0 قدم). وجدت آثار لطيور أثقل مثل فم الضفدع الأسمر، والذي يبلغ وزنه 1.4 كيلوغرام (3.1 رطل).
  - أكبر الأنواع في فصيلة السبديات هو نايتجار العظيم من شرق آسيا، يصل وزنه إلى 150 غرام (0.33 رطل) وطوله41 سنتيمتر (16 بوصة).[28][29][30]
- الإفجيجيات
  - أكبر الأنواع في هذا النظام المتنوع هو النورس الأسود من شمال الأطلسي، بحجم بقدر بحوالي 0.79 متر (2.6 قدم) وعرض جناحين يقدر بحوالي 1.7 متر (5.6 قدم) ، كما أنه يزن 2.3 كيلوغرام (5.1 رطل)[31]
  - يعد الفرد الأبرز في عائلة «الخواضون الصغيرة» هو دجاج الأرض حيث تصل إلى أقصى حجم لها في الشرق الأقصى فقد تصل إلى 0.66 و 1.1 متر (2 قدم 2 بوصة و 3 قدم 7 بوصة) عبر الأجنحة[32][33][34][35][36]
  -  ميومانكالا  كان أكبر تشارادريفورم علي مر العصور، حيث يزيد وزنه برطل ونصف عن الأوك العظيم، فقد يصل 1 متر (3.3 قدم) في الطول[37][38][39]

- طائر مالك الحزين (اللقلق)

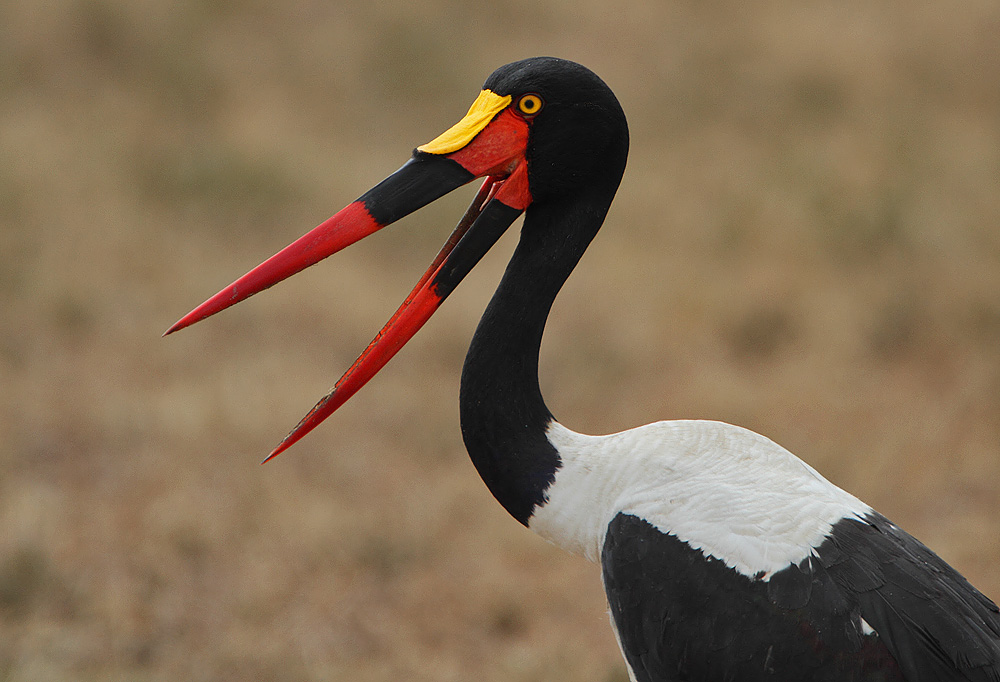
لقلق سرج المنقار ربما يكون أطول اللقالق.

  - أطول الأنواع جسديا والأطول في هذه الأسرة هو طائر أبو ميهمن أفريقيا والذي يتعدي طوله 1.5 متر (4.9 قدم)، ويصل طول جناحيه 2.7 متر (8.9 قدم).[40][41][42]
  - قد يكون العديد الطيور الكبيرة في السجل الأحفوري هي أفراد في تصتيف السيكونيفورمز. حيث أن أثقل الطيور التي تحلق علي الإطلاق هو الأرجنتافيز، وهو عضو في مجموعة الطيور الوحشية، التي تعتبر حليفاً لنسور العالم الجديد.[43][44]

- الحمام (الحماميات)

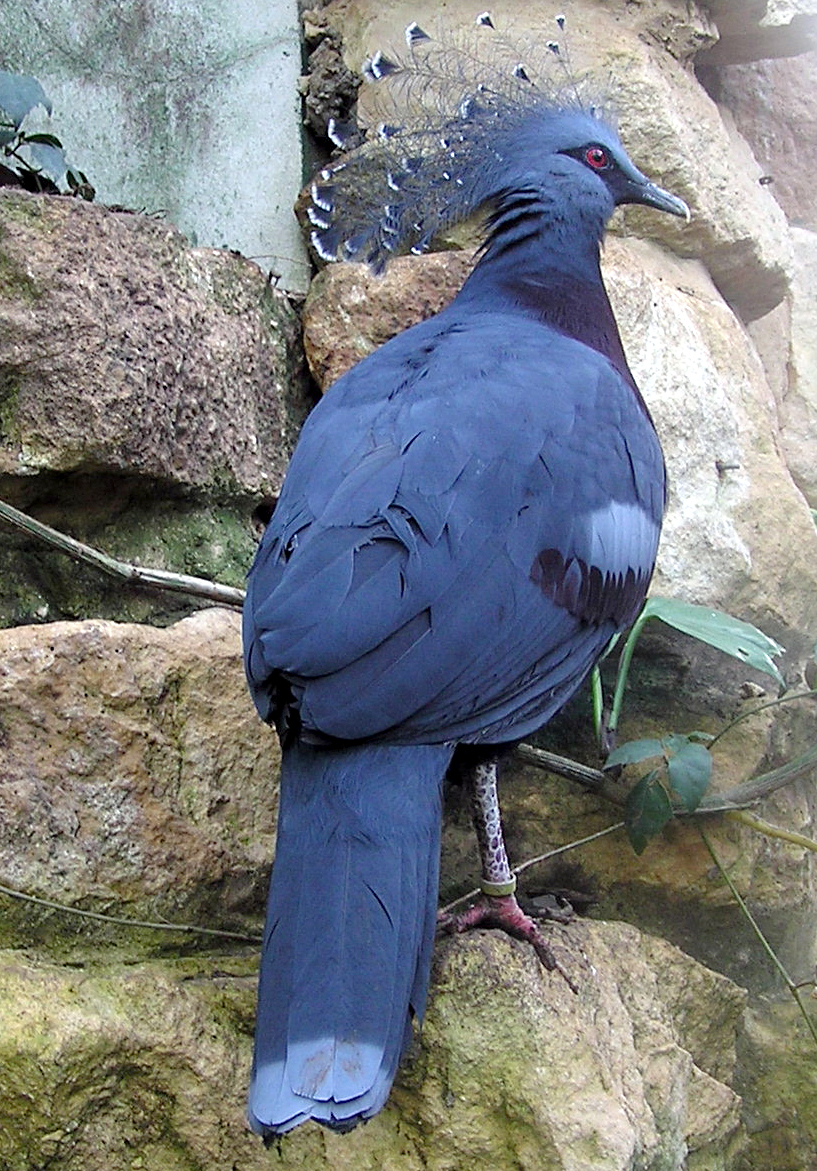
فإن فيكتوريا توج حمامة هو أكبر الأحياء حمامة.

  - أكبر أنواع الحمام هو الحمام المتوج الفكتوري من شمال غينيا الجديدة، حيث يصل وزنها إلى 3.7 كيلوغرام (8.2 رطل) وطولها 85 سنتيمتر (33 بوصة).[45]
  - الحمام المهاجر من أمريكا الشمالية. متوسط وزن هذه الحمام كان 340-400 ز (12-14 أوقية)، وطوله 42 سنتيمتر (17 بوصة) في الذكور و 38 سنتيمتر (15 بوصة) في الإناث.[46]
  - بعض الطيور الموجود في الجزر قبالة شرق أفريقيا هي أكبر أنواع الحمام واليمام المعروف حالياُ مثل: دودو، ورودريغز سوليتير، وبراون. كل هذه الأنواع قد يتجاوز طولها 1 متر (3.3 قدم).[47][48][49][50]

- الرفرافات  (الشقراقيات)

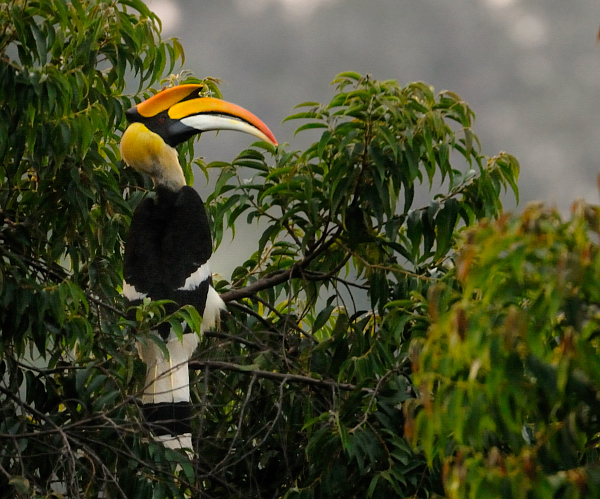
أبو قرن عملاق

  - أكبر الأنواع هو أبو قرن عملاق الجنوبي، حيث يصل إلى أحجام تصل إلى 6.2 كيلوغرام (14 رطل) في الوزن و1.3 متر (4.3 قدم) في الطول.[51][52][53][54]
  - أكبر الرفرافات عموماً هو الرفراف العملاق، والذي يصل إلى 48 سنتيمتر (19 بوصة) في الطول و 425 غرام (15.0 أونصة)في الوزن.[55] ومع ذلك، فإن الأنواع الأسترالية مثلالكوكوبارا الضاحك، قد يكون أثقل حيث يتجاوز وزنه 450 غرام (0.99 رطل). الكوكابورا جناحها يمكن أن يصل مداه إلى 0.9 متر (3.0 قدم).[56][57][58]
- الصقور (الصقرية)
  - العديد من السلطات الآن تدعم انفصال الصقور عن تقسيم الجوارح، على الرغم من تماثل الظروف والصفات، نظراً لاختلاف الأدلة الوراثية التي تبين أنها ليست ذات صلة.[59] أكبر أنواع الصقور هو سنقر. أكبر الإناث من هذا النوع يمكن أن يصل وزنه إلى 2.1 كيلوغرام (4.6 رطل)، وطول جناحيه 1.6 متر (5.2 قدم) وطوله 0.66 متر (2.2 قدم). أكبر الصقور التي انقرضت كان الصقر العملاق الذي يزن حوالي 8 كيلوغرامات والذي عاش في جزر الأنتيل، حيث كان من بين أكبر الحيوانات المفترسة.[60][61][62]

- البط الغواص (الغواصيات)

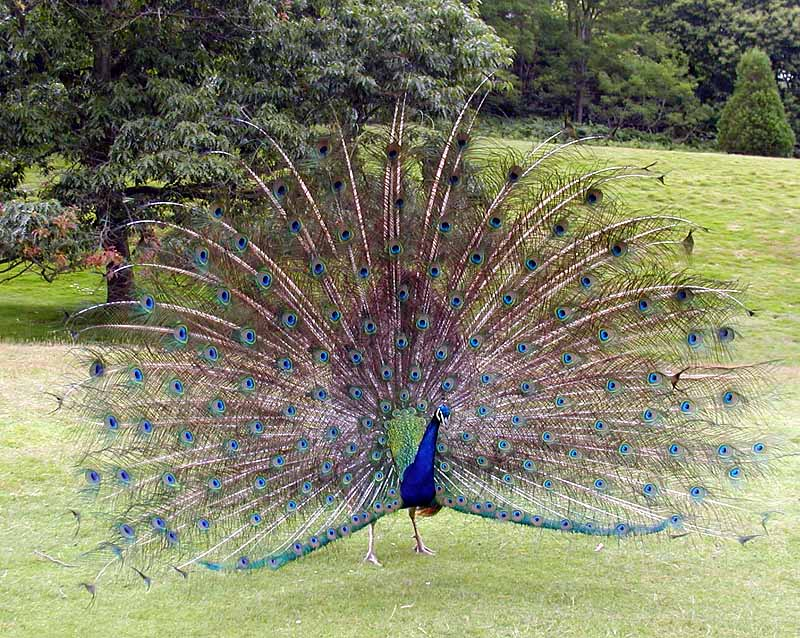
الطاووس الهندي هو أكبر الأحياء

  - أكبر الأنواع هو الغواص أصفر البطن من القطب الشمالي بطول يصل إلى 1 متر (3.3 قدم) ووزن 7 كيلوغرام (15 رطل). ومع ذلك، وبشكل استثنائي في أمريكا الشمالية هناك الغواص الشائع، الذي يصل وزنه إلي 8 كيلوغرام (18 رطل)، أثقل من أي غواص أصفر البطن. وجناحيه يمكن أن يصلا إلى 1.52 متر (5.0 قدم).[63]

- الرافعات  (كركيات)

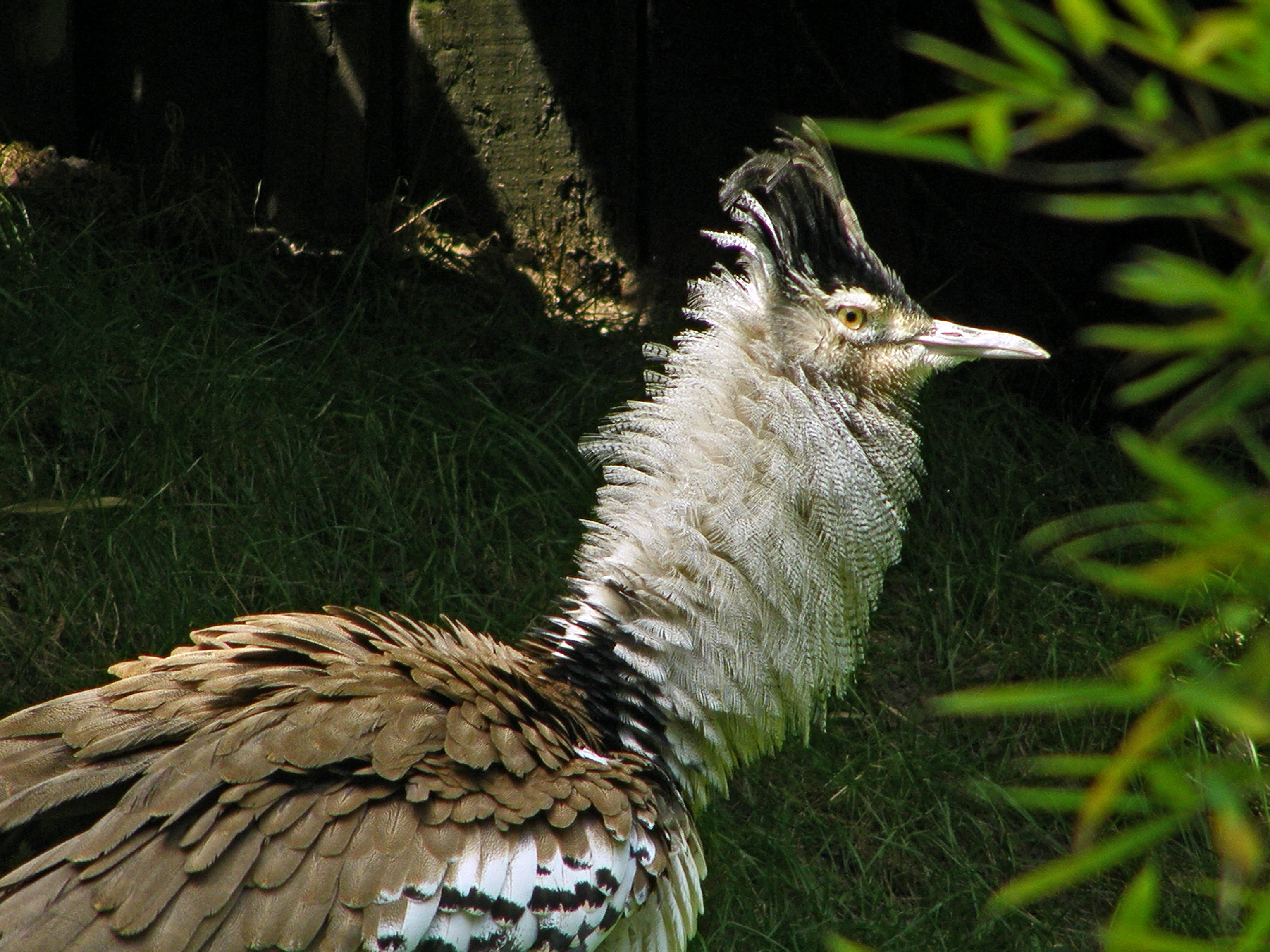
جانب كبير الحباري

  - ذكور الحباري العظمى من أوراسيا والحباري الكورية الإفريقية هي أثقل الطيور القادرة على الطيران، حيث بلغ متوسط حجمها 16 كيلوغرام (35 رطل)، وهي تزن من 2 إلى 3 أضعاف أمثالها من الإناث.[64][65]
  - أطول الطيور المحلقة، تقع ايضاً ضمن الكركيات، هو كركي ساروس من جنوب آسيا وأستراليا، والتي يمكن أن تصل إلى ارتفاع 2 متر (6.6 قدم).[66][67][68][69][70]
- الطيور المغردة (عصفوريات)
  - يتكون نظام العصفوريات أو نظام الطائر المغرد من أكثر من نصف جميع أنواع الطيور، وهي معروفة بصغر حجمها عموماً، وأصواتها القوية وجذورها المتكررة. الغرابيات هي أكبر العصفوريات، وخاصة الغراب الأسحم.فقد يزن الغراب الكبير 2 كيلوغرام (4.4 رطل)، ويبلغ طول جناحيه 1.5 متر (4.9 قدم) وطوله 0.8 متر (2.6 قدم).[71][72]
  - أكبر الأنواع في أسرة الطيور المغردة هي عصافير الملكفي جنوب الإنديز، والتي يصل وزنها إلي99.2 غرام (3.50 أونصة) ،

```
وطولها 
31 سنتيمتر (12
 
بوصة)
، ومع ذلك فإن 
عصفور الملك شوكي الذيل
 يعتبر أطول نظراً لطول ذيله، فقد يصل إلي
41 سنتيمتر (16
 
بوصة)
.
[
73
]
[
74
]
[
75
]
```

- - هوازج العالم الجديد يمكن أن تصل إلى22 سنتيمتر (8.7 بوصة) في الطول، وتزن 53 غرام (1.9 أونصة).[76][77][78][79][80]
  - التناجر في جبال الأنديز، يمكنها أن تصل في الوزن إلي 140 غرام (4.9 أونصة).[81] The latter species competes with the similarly sized Amazonian umbrellabird (Cephalopterus ornatus) as the largest passerine in South America.
- الغاق (بجعيات)
  - بجعةتعتبر من بين أكبر الطيور المحلقة. أكبر أنواع البجع هي بجع دالماسي الأوروبي الآسيوي، والتي تتمتع بطول 1.83 متر (6.0 قدم)، ووزن 15 كيلوغرام (33 رطل). البجعة البيضاء الكبيرة في افريقيا وآسيا، تقريباً لها نفس الحجم.[82][83][84][85][86][87][88]
- طيور النحام (نحاميات)

أكبر فلامنغو هو البشروش من أوراسيا وأفريقيا. واحدة من أطول الطيور المحلقة في الوجود عندما يقف منتصباً، هذا النوع عادة ما يزن 3.5 كيلوغرام (7.7 رطل) ويصل طوله إلى 1.53 متر (5.0 قدم).
- نقار الخشب  (النقاريات)
  - أكبر الأنواع في هذا النظام هو طوقان توكو في الغابات الإستوائية. عينات كبيرة من هذا الطوقان يمكن أن تزن 870 غرام (1.92 رطل)، ويصل طولها إلي 0.65 متر (2.1 قدم).[91][92][93][94]
  - ميغالايميديه يمكن أن يصل وزنه إلى 273 غرام (9.6 أونصة) وطوله 33 سنتيمتر (13 بوصة).[95][96][97][98][99]

- البوم (بوميات)

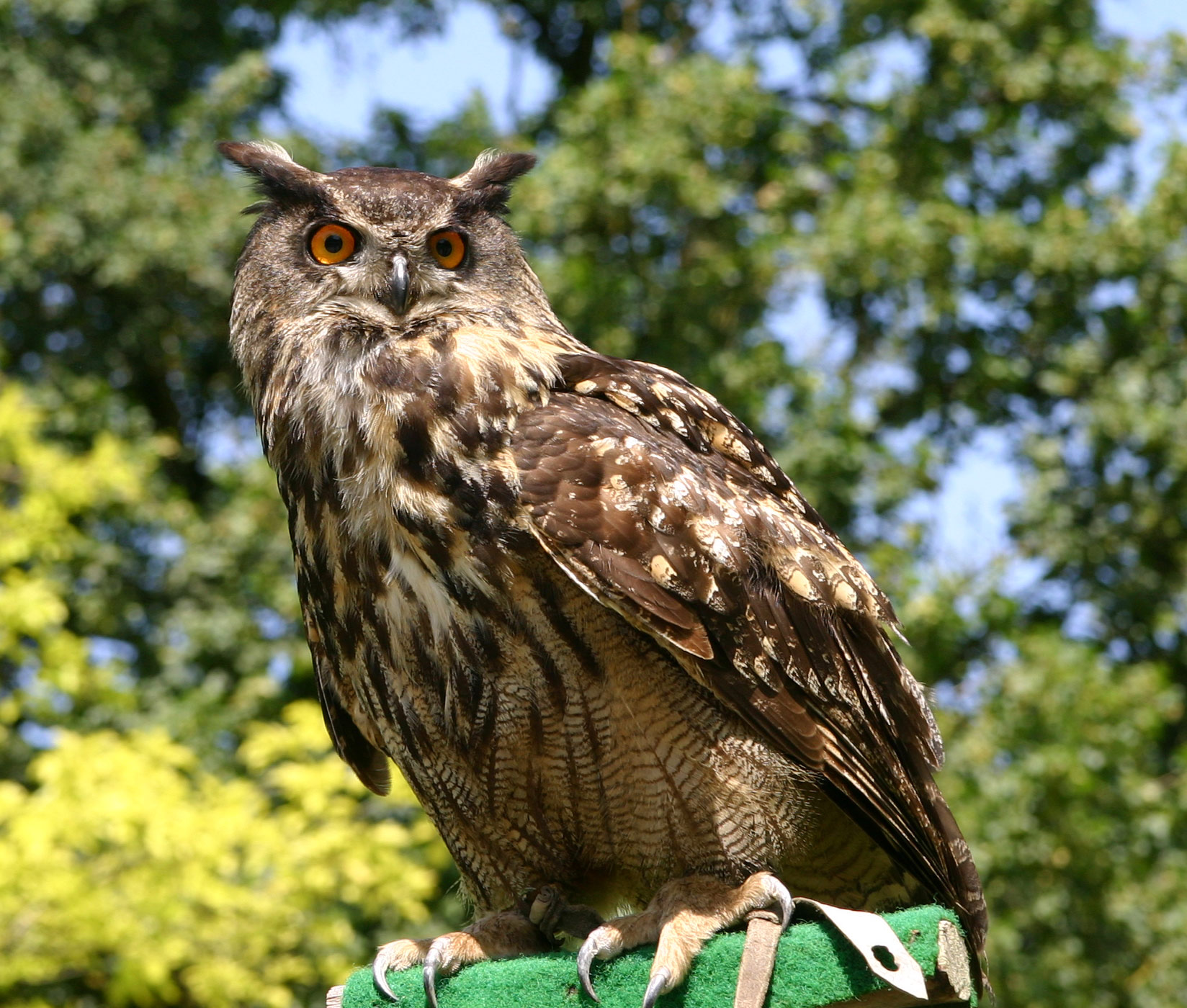
على بوم أوراسي هي واحدة من أكبر البوم

  - أضخم البوم هو بالتأكيد البوم الأوراسي، حيث يزن حوالي 4.5 كيلوغرام (9.9 رطل)، بطزل 0.75 متر (2.5 قدم).[100] بعض الأنواع، جناحيها يمكن أن يصل إلى 2 متر (6.6 قدم).[101][102][103][104][105][106]